# ماریا آنای اسپانیا، امپراتریس مقدس روم
ماریا آنای اسپانیا (زادهٔ ۱۸ اوت ۱۶۰۶ – درگذشتهٔ ۱۳ مه  ۱۶۴۶) امپراتریس مقدس روم، ملکه آلمان، آرشیدوشس اتریش و همچنین ملکه مجارستان، بوهمیا کرواسی با ازدواجش با فردیناند سوم، امپراتور مقدس روم بود. او چندین بار در طول غیبت شوهرش به ویژه در زمان غیبت او در بوهمیا در سال ۱۶۴۵، به عنوان نایب السلطنه عمل کرد،
ماریا آنا دختر فلیپه سوم، پادشاه اسپانیا و مارگارت اتریش بود، او قبل از ازدواج امپراتوری، همسر احتمالی چارلز، شاهزاده ولز (چارلز یکم، پادشاه انگلستان) بود. این رویداد که بعدها در تاریخ به عنوان «رقابت اسپانیایی» شناخته شد، یک بحران داخلی و سیاسی در پادشاهی انگلستان و اسکاتلند برانگیخت. در دربار امپراتوری در وین، او همچنان به شدت تحت تأثیر فرهنگ بومی اسپانیایی خود از لباس گرفته تا موسیقی قرار گرفت و همچنین تقویت روابط بین امپراتوری و شاخه اسپانیایی دودمان هابسبورگ را ترویج کرد.